# Elecciones generales del Reino Unido de 1970
Las elecciones generales del Reino Unido de 1970 se celebraron el jueves 18 de junio de 1970. Para sorpresa general, vencieron los conservadores de Edward Heath. Los liberales perdieron la mitad de sus escaños.

## Resultados
| Partido                       | Líder               | Votos      | %      | Escaños | +/− |
| ----------------------------- | ------------------- | ---------- | ------ | ------- | --- |
| Partido Conservador           | Edward Heath        | 13.145.123 | 46,4 % | 330     | +69 |
| Partido Laborista             | Harold Wilson       | 12.208.758 | 43,1 % | 288     | -77 |
| Partido Liberal               | Jeremy Thorpe       | 2.117.035  | 7,5 %  | 6       | -6  |
| Partido Nacional Escocés      | William Wolfe       | 306.802    | 1,1 %  | 1       | +1  |
| Partido Unionista Protestante | Ian Paisley         | 35.303     | 0,1%   | 1       | -1  |
| Plaid Cymru                   | Gwynfor Evans       | 175.016    | 0,6 %  |         |     |
| Unidad                        | Bernardette Devlin  | 140.930    | 0,6 %  | 2       | +2  |
| Republican Labour Party       | Gerry Fitt          | 30.649     | 0,1 %  | 1       |     |
| Laborista independiente       | Stephen Owen Davies | 24.685     | 0,1 %  | 1       |     |
| Frente Nacional               | Tom Holmes          | 11.449     | 0,1 %  | -       | 0   |